# Chupacabra (album)
Chupacabra je osmi studijski album sastava Gustafi, objavljen 15. rujna 2009.
Na albumu se nalazi 16 pjesama, uključujući i pjesmu "Pleši debela" koju su skladali za MIK 2008., te najavni singl "Sanjati ćemo žuto".
Tekstove i glazbu napisao je Edi Maružin, osim za pjesmu "Sutra večer", čija je koautorica Barbara Munjas, te "Pretelo jedini", koja je prepjev meksičke tradicionalne pjesme. 

## Popis pjesama
| Br. | Skladba                 | Trajanje |
| --- | ----------------------- | -------- |
| 1.  | »Sanjati ćemo žuto«     |          |
| 2.  | »Mirko i Slavko«        |          |
| 3.  | »Da ne moram pojti čja« |          |
| 4.  | »U tojen ognju«         |          |
| 5.  | »Budi moj brod«         |          |
| 6.  | »Krava«                 |          |
| 7.  | »Noć kad san opet«      |          |
| 8.  | »Sutra večer«           |          |
| 9.  | »Dvi zvizde«            |          |
| 10. | »Pensan se«             |          |
| 11. | »Lucy«                  |          |
| 12. | »Nebo«                  |          |
| 13. | »Ča je z Marijon«       |          |
| 14. | »Pretelo jedini«        |          |
| 15. | »Pleši debela«          |          |
| 16. | »Brek dance«            |          |